# Заплатинский, Владимир Михайлович
Влади́мир Миха́йлович Заплати́нский (укр. Володимир Михайлович Заплатинський; 13 сентября 1951, Ереван — 30 июня 2018) — советский и украинский политический деятель, народный депутат Украины ІІI—V созыва.

## Биография
Родился 13 сентября 1951 года в Ереване. В 1969 году поступил в Николаевский педагогический институт, где провел 3 года. С 1971 по 1976 годы учился в Киевском технологическом институте лёгкой промышленности, факультет — «Автоматизация и комплексная механизация химико-технологических процессов», квалификация — инженер. В 1985 году закончил Национальную Академию государственного управления при Президенте Украины (Институт управления народным хозяйством), квалификация — экономист. В 2004 г. закончил Киевский национальный университет культуры и искусств, квалификация — юрист. В 1969 году присвоено звание Мастера спорта СССР по морскому многоборью.
В 1976 году поступил на работу в Производственное швейное объединение им. С. М. Кирова (г. Николаев) на должность инженера. С 1978 года — старший инженер, с 1979 — мастер по ремонту покрасочно-отделочного оборудования, с февраля по ноябрь 1981 — главный энергетик, с ноября 1981 — заместитель директора, с сентября 1983 по июль 1992 года — генеральный директор. С июля 1992 по апрель 1998 — президент ОАО «Эвис» (г. Николаев). С апреля 1992 по октябрь 1994 — президент ФК «Эвис».
В 2010—2018 годах занимал должность вице-председателя Совета Директоров Мировой Организации Моды (World Fashion Organization), номинированной на Нобелевскую Премию Мира в 2011, 2012, 2013, 2014 и 2015 годах. В 2013—2018 годах занимал должность Председателя World Fashion Brands & Merchandising Group, структурного подразделения HRD International Group, США. Член Оксфордского сообщества с 2013 года.

## Политическая деятельность

### Народный депутат Украины ІІІ созыва (1998—2002 г. г.)
Избран по списку ВО «Громада» под № 14
- Дата принятия депутатских полномочий: 12 мая 1998 г.
- Дата сложения депутатских полномочий: 14 мая 2002 г.
- Фракции:

05.1998—03.1999: фракция «Громада»
03.1999—05.2002: фракция СДПУ (о)
- Деятельность:

Комитет по вопросам финансов и банковской деятельности
Специальная контрольная комиссия по вопросам приватизации, первый заместитель главы комитета

### Народный депутат Украины IV созыва (2002—2006 г. г.)
Избран по списку СДПУ (о) под № 15
- Дата принятия депутатских полномочий: 14 мая 2002 г.
- Дата сложения депутатских полномочий: 25 мая 2006 г.
- Фракции:

05.2002—12.2004: фракция СДПУ (о)
11.2005—05.2006: фракция ПППУ
- Деятельность:

Комитет по вопросам экономической политики, управления народным хозяйством, собственности и инвестиций, секретарь комитета
Временная специальная комиссия по мониторингу выполнения Рекомендаций парламентских слушаний «Про взаимоотношения и сотрудничество Украины с НАТО» и Плана действий Украина-НАТО
Председатель временной следственной комиссии по вопросам проверки обнародованных через средства массовой информации фактов коррупционных действий, злоупотребления служебным положением со стороны некоторых должностных лиц
Временная следственная комиссия по расследованию обстоятельств организации кассетного скандала и его влияния на состояние национальной безопасности Украины
Постоянная делегация в межпарламентской организации «Постоянная делегация в Парламентской ассамблее НАТО»
Группа по межпарламентским связям с Королевством Таиланд

### Народный депутат Украины V созыва (2006—2007 г. г.)
Избран по списку блока партий «Наша Украина» под № 60
- Дата принятия депутатских полномочий: 25 мая 2006 г.
- Дата сложения депутатских полномочий: 23 ноября 2007 г.
- Фракции:

05.2006—01.2007: фракция блока партий «Наша Украина»
- Деятельность:

Комитет по вопросам экономической политики, глава комитета
Группа по межпарламентским связям с Государством Израиль

### ЧленЦентральной избирательной комиссии(2004 г.)
- Дата назначения на должность, номер соответствующего постановления Верховной Рады Украины: 17 февраля 2004 г., № 1477-IV
- Дата освобождения от должности, номер соответствующего постановления Верховной Рады Украины: 18 марта 2004 г., № 1610-IV

## Учёная степень
Академик Украинской академии наук национального прогресса. Академик Международной академии менеджмента. Доктор экономики и менеджмента. Почетный профессор Южной Академии повышения квалификации кадров Министерства промышленной политики Украины.

## Награды
- Орден Дружбы народов (1989)[3].
- Серебряная (1991), золотая (1993) медаль Фонда Мира[3].
- Юбилейный Орден УПЦ (МП) «Рождество Христово 2000» I ст. (2000)[3].
- Орден УПЦ (КП) Святого Божьего Архистратига Михаила (09.2001).
- Орден «За заслуги» III ст. (09.2001)[3].
- Орден УПЦ (МП) Преподобного Нестора Летописца II степени (04.2003).
- Почётное звание Заслуженный экономист Украины (07.2004)[3].
- Почётная грамота Верховного Совета Украины «За особые заслуги перед Украинским народом» (09.2006).
- Орден Правосудия I степени Мировой Ассоциации Юристов «За значительный вклад в укрепление мира во всем мире путём соблюдения законов».
- Почётный знак отличия «За заслуги перед городом Николаевом» (09.2006).
- Орден УПЦ (МП) Преподобного Агапита Печерского I степени (09.2006).
- Орден Святого князя Владимира III (2001), II (2001), I ст. (2006)[3].